# Асагири, Кафка
Кафка Асагири (яп. 朝霧 カフカ Asagiri Kafuka, 17 марта 1984) — японский сценаристи писатель
 в стиле ранобэ. Известен, прежде всего, как автор манги «Проза бродячих псов».Также писал сценарий манги «Аянэ Сиономия никогда не ошибается».

## Биография
Асагири родился в префектуре Эхимэ 17 марта 1984 года. Первоначально он работал по найму в автомобильной компании. Через несколько лет решил попробовать себя в качестве сценариста, но работа мешала в реализации творческого потенциала и в 2012 году Асагири покинул компанию. Пытаясь развить навыки, Асагири начинает заниматься созданием собственного контента. Несколько его работ вызвали большой резонанс на Nico Nico Douga. После этого с Асагири начали связываться многие журналы с предложениями о публикации работ, сначала «Monthly Shonen Ace», а затем «Young Ace». Его дебютной работой стала «Проза бродячих псов» (яп. 文豪ストレイドッグス Бунго: Суторэй Доггусу).
Асагири считает, что на его творчество сильно повлияла работа «JoJo’s Bizarre Adventure» (яп. ジョジョの奇妙な冒険 Дзёдзё но кимё:на бо:кэн). Сам же он уверял, что плохо разбирается в массовой культуре, а интерес к литературе возник благодаря RPG. В 2016 году Асагири написал первую за свою карьеру рецензию к роману «Another:S».